# 160년대
160년대는 160년 1월 1일부터 169년 12월 31일까지였다.

## 사건

### 160년
- 안토니누스 방벽이 로마 군단에 의해 탈환되었다.

## 중요한 인물
- 마르쿠스 아우렐리우스: 로마 황제
- 루키우스 베루스: 로마 황제
- 콤모두스

## 연도 선택
- 160년 161년
- 162년 163년
- 164년 165년
- 166년 167년
- 168년 169년